# Miljkovac (gmina Gadžin Han)
Miljkovac (cyr. Миљковац) – wieś w Serbii, w okręgu niszawskim, w gminie Gadžin Han. W 2011 roku liczyła 34 mieszkańców.